# R-60
El Mólnia (actualment Vímpel) R-60 (denominació OTAN AA-8 'Aphid') és un míssil aire-aire lleuger dissenyat per als caces soviètics. Ha estat àmpliament exportat a tots els països de l'òrbita soviètica i encara es manté operatius en molts països.

## Història
L'R-60 va ser desenvolupat originalment pel MiG-23. Els treballs en aquest míssil començaren amb el codi K-60 (izdeliye 62) a finals de la dècada de 1960. La producció en sèrie va començar el 1973 amb la denominació oficial R-60 ('Aphid-A' per a l'OTAN). Quan es va introduir l'R-60 era un dels míssils aire-aire més petits del món, amb un pes de llançament de només 44 kg. El cap de cerca amb guiatge infraroig Komar (mosquit) no estava refrigerat i controlava la trajectòria amb les aletes posteriors. Els canards frontals, coneguts com a "desastabilitzadors", permetien millora la maniobrabilitat a angles d'atac elevats. La càrrega explosiva és de només 3 kg i de tipus anular. Hi disponibles dos tipus de detonador de proximitat: òptic (anomenat Strizh) i l'actiu amb radar (anomenat Kolibri). Les variants amb guia per radar es denominen R-60K.

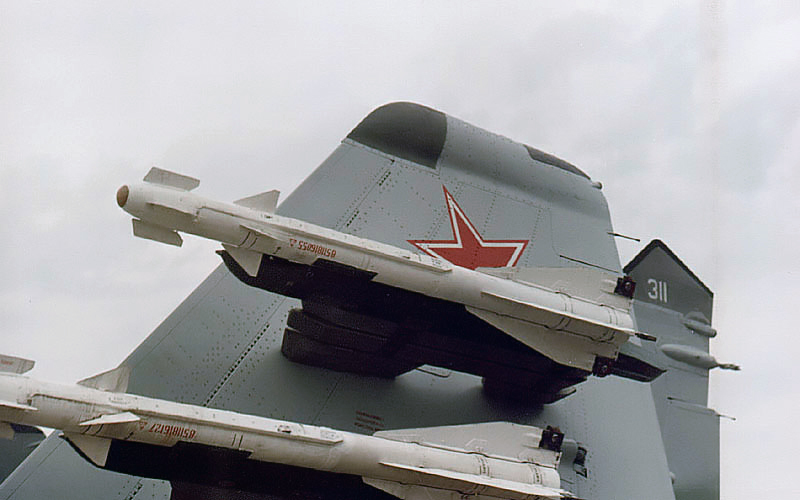
Dos míssils R-60 muntants a l'ala d'un MiG-29K.

Una versió actualitzada, R-60M (nom OTAN 'Aphid-B'), va ser introduïda el 1982. Utilitzava un cercador òptic refrigerat amb nitrogen que ampliava l'angle de visió en ±20°. Tot i aquesta millora la capacitat d'utilització en condicions climàtiques adverses era limitada. Una altra millora és la disminució de la distància mínima de llançament es reduí fins a només 200 m. L'R-60M és 42 mm més llarg que l'original i el pes de llançament s'incrementa fins als 45 kg. D'aquest 3,5 corresponen a una càrrega explosiva major, que en algunes versions es combina amb una 1,6 kg d'urani empobrit per millorar la seva capacitat de penetració El detonador també té millorada la resistència a les contramesures electròniques (ECM).

## Història operativa

### URSS
El 21 de juny de 1978 un MiG-23M de la PVO soviètica pilotat pel capità V. Shkinder va abatre dos helicòpters CH-47 Chinook iranians. Aquests havien penetrat l'espai aeri soviètic. Un va ser destruït mitjançant 2 míssils R-60 i un altre a trets del canó.

### Síria
Diversos informes soviètics afirmen que l'R-60 va ser àmpliament utilitzat en combats aeris per part de Síria l'any 1982 pel conflicte Israel-Líban. Alguns informes mencionen que diversos F-4 Phantom II, F-16 i IAI Kfir van ser destruïts mitjançant míssils R-60. Tot i que diversos F-4 i Kfirs israelians van ser abatuts el 1982 segons fonts israelianes aquestes baixes van ser degues a bateries de míssils antiaeris i no pas a combats aeris amb altres caces.

## Operadors

### Actuals
Abkhazia Amb el suport de Rússia durant la guerra russo-georgiana.
 Armènia
 Croàcia
 Cuba
 Bulgària
 Geòrgia
 Índia
 Iran
 Malàisia
 Corea del Nord
 Perú
 Polònia
 Eslovàquia
 Sèrbia
 Síria
 Rússia
 Vietnam

### Passats
Iraq Durant el domini de Saddam Hussein.
 Unió Soviètica Heretats pels estats successors.
 Iugoslàvia Heretats pels estats successors.